# Le Baltringue
Pour les articles homonymes, voir Baltringue.
Pour plus de détails, voir Fiche technique et Distribution.
Le Baltringue est un film français réalisé par Cyril Sebas, tourné en 2008 et sorti en 2010.
Le scénario a été écrit d'après une idée de Vincent Lagaf' et Bibi Naceri.
Lagaf' décrit ce film « comme un mélange entre La Chèvre, L'Emmerdeur et L'Opération Corned-Beef ».

## Synopsis
Un agent secret, Sam, officiellement prothésiste dentaire dans la banlieue de Rouen, rencontre Guy, nigaud sympathique, vedette d'une émission de téléachat. Malencontreusement, Guy se trouve embarqué dans une sombre histoire mêlant les services secrets à un réseau de trafiquants venus de l'Europe de l'Est. Sa rencontre explosive avec Sam va permettre à Guy de devenir enfin un véritable héros.

## Fiche technique
Sauf indication contraire, les informations mentionnées dans cette section peuvent être confirmées par la base de données cinématographiques Unifrance,  présente dans la section « Liens externes ».
- Titre original : Le Baltringue
- Réalisation : Cyril Sebas
- Scénario : Bibi Naceri, Chris Nahon et Fred Besnard (dit Fred B), adapté par Cyril Sebas, Sur une idée originale de Vincent Lagaf'[2],[3]
- Musique : Pierre Marie et Tiger
- Décors : Emmanuelle Cuillery
- Costumes : Christine Guégan
- Photographie : Tariel Meliava
- Son : Yves Levêque
- Montage : Hugues Darmois et Jean-Luc Thomas
- Production[3] : Alain Grandgerard, Stéphane Meterfi, Fred B.
  - Production exécutive et déléguée : Alain Grandgérard
- Sociétés de production[4] : Wesh Wesh Productions, FIVE2ONE Productions et Studiocanal, avec la participation de Lag'Alone Production, De La Lune Production, Canal+ et Orange Cinéma Séries
- Sociétés de distribution[5] : MC4 Distribution
- Budget : 4 millions d’ €[6]
- Pays de production :  France
- Langue originale : français
- Format[7] : couleur - 35 mm
- Genre : comédie policière, action
- Durée : 86 minutes
- Dates de sortie[8] :
  - France : 27 janvier 2010
- Classification :
  - France : tous publics[9]

## Distribution
- Vincent Lagaf' : Guy
- Philippe Cura : Sam
- Jean-Luc Couchard : le boss
- Thaïs Kirby : Lola
- Ken Samuels : l'Américain
- Jo Prestia : Le marchand d'armes
- Noom Diawara : Wifi
- Frédéric Vilchez : Igor
- Maël Schweighardt : Bloutouffe
- Albert Sounigo : Vassili
- Lilou Fogli : l'assistante de Guy
- Émilie Flory : Émilie
- Virginie Stevenoot : Victoire
- Alban Casterman : l'assistant de Guy
- Prudence Maïdou : la danseuse du bar
- Sarah-Laure Estragnat : la secrétaire du boss

## Accueil

### Accueil critique
Le film, qui n'est guère resté longtemps à l'affiche, a reçu un accueil critique particulièrement sévère à sa sortie. Le film obtient 1/5 de moyenne sur Allociné et 1,7/10 sur SensCritique, le classant en mai 2016 "numéro 1 dans le top des pires films français de l'histoire" basé sur les notes des utilisatrices et utilisateurs du site.

### Box-office
- Nombre d'entrées :  41 109[14]
- Sorti dans 90 salles lors de sa première semaine[15], le film est un échec commercial : à la fin de sa troisième semaine d'exploitation, 41 109 spectateurs l'ont vu en salle. Il est retiré des cinémas deux semaines plus tard et sort en DVD le 24 août 2010.